# Phaolô Lương Kiến Sâm

Huy hiệu GM. Lương Kiến Sâm

Phaolô Lương Kiến Sâm (tiếng Trung: 梁建森, Paul Liang Jian-sen; sinh 1964) là một giám mục người Trung Quốc của Giáo hội Công giáo Rôma. Ông hiện đảm nhận cương vị Giám mục Chánh tòa Giáo phận Giang Môn.

## Tiểu sử
Phaolô Lương Kiến Sâm sinh ngày 6 tháng 5 năm 1964 tại Trung Quốc. Ông nhận lãnh bí tích rửa tội vào năm 1985 và theo học tại chủng viện linh mục ở Vũ Hán. Ngày 8 tháng 12 năm 1991, ông được truyền chức vị linh mục khi mới 27 tuổi. Từ năm 2000, ông là Linh mục Tổng đại diện của giáo phận Giang Môn.
Tháng 11 năm 2009, ông được Hội Công giáo Yêu nước Trung Quốc đề cử vào chức vụ Giám mục Giang Môn. Được sự chấp thuận của Tòa Thánh Vatican, lễ tấn phong giám mục cho ông được tổ chức ngày 30 tháng 3 năm 2011, do Tổng giám mục Quảng Châu Giuse Cam Tuấn Khưu làm chủ lễ. Khẩu hiệu giám mục của ông là Ecce ego mitte me (Này con đây, xin hãy sai con!).